# Mark Leiter
Mark Edward Leiter (né le 13 avril 1963 à Joliet, Illinois, États-Unis) est un ancien lanceur droitier de la Ligue majeure de baseball.
Il est le frère aîné d'Al Leiter et le père de Mark Leiter Jr..

## Carrière
Mark Leiter joue dans le baseball majeur pour les Yankees de New York (1990), les Tigers de Détroit, les Angels de la Californie (1994), les Giants de San Francisco (1995-1996), les Expos de Montréal (1996), les Phillies de Philadelphie (1997-1998), les Mariners de Seattle (1999) et les Brewers de Milwaukee (2001). Il dispute 335 matchs, dont 149 comme lanceur partant, sur 11 saisons. Sa moyenne de points mérités en carrière se chiffre à 4,57 en 1 184 manches et un tiers lancées, avec 892 retraits sur des prises. Il compte 65 victoires, 73 défaites, 15 matchs complets dont un blanchissage, et 26 sauvetages réussis comme lanceur de relève. 
Le 30 juillet 1996, il est échangé des Expos de Montréal à San Francisco en retour du lanceur de relève droitier Tim Scott et du lanceur partant gaucher Kirk Rueter, ce dernier qui deviendra un joueur notable des Giants pour la décennie qui suit. 
Le 12 décembre 1996, Leiter, devenu agent libre, signe un contrat de 3,3 millions de dollars pour deux saisons avec les Phillies de Philadelphie, l'équipe qu'il encourageait étant jeune et pour laquelle il rêvait de jouer.